# Hatano Gó
Hatano Gó (波多野 豪) (Tokió, 1998. május 25. –) japán válogatott labdarúgó.

## Klub
A labdarúgást az FC Tokyo csapatában kezdte. 2020-ban japán ligakupa címet szerzett.

## Nemzeti válogatott
A japán U20-as válogatott tagjaként részt vett a 2017-es U20-as labdarúgó-világbajnokságon.